# Magleby Sogn (Vordingborg Kommune)
Magleby Sogn ist eine Kirchspielsgemeinde (dän.: Sogn) im Osten der Insel Møn im südlichen Dänemark. Bis 1970 gehörte sie zur Harde Mønbo Herred im damaligen Præstø Amt, danach zur Møn Kommune im Storstrøms Amt, die im Zuge der Kommunalreform zum 1. Januar 2007 in der Vordingborg Kommune in der Region Sjælland aufgegangen ist.

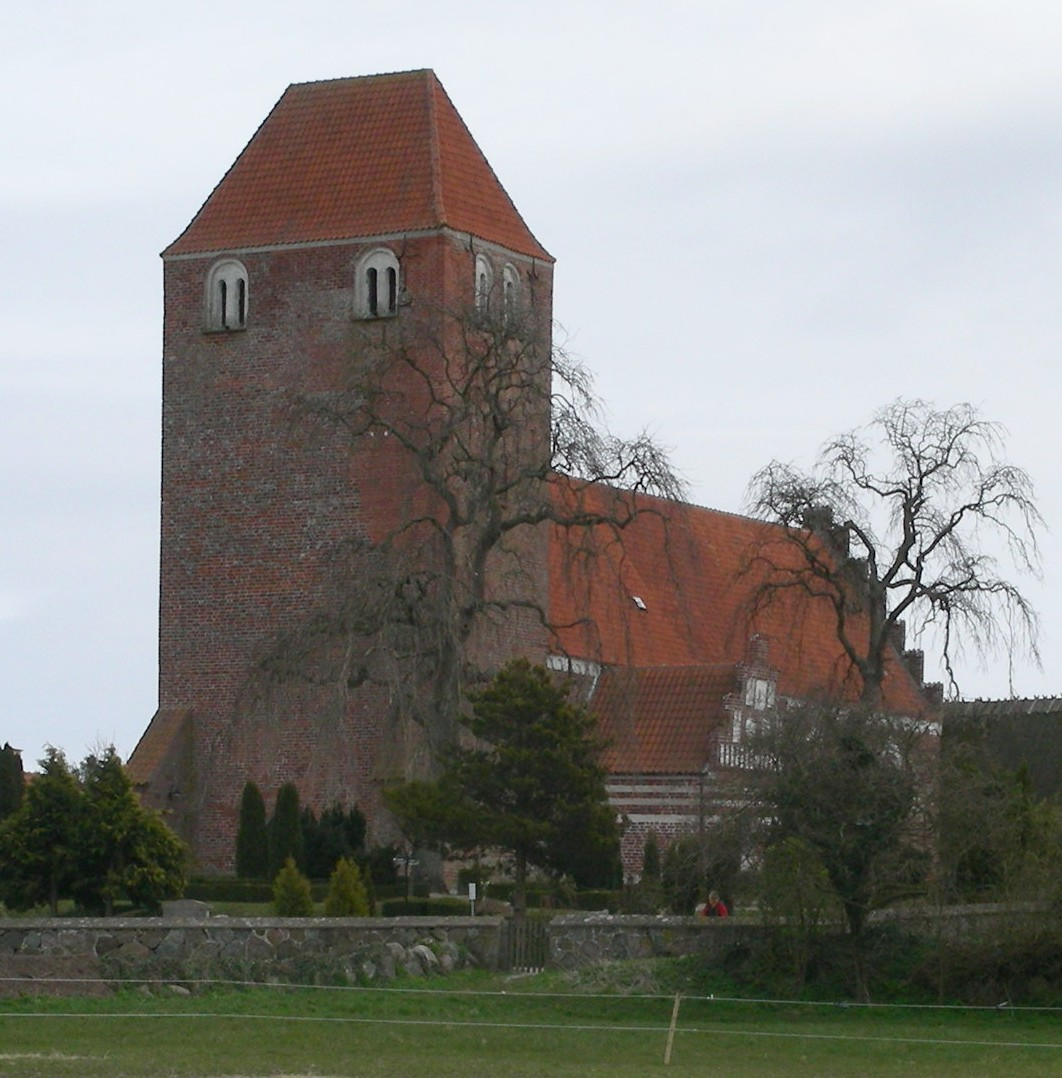
Magleby Kirke

Im Kirchspiel leben 569 Einwohner (Stand: 1. Januar 2023). Im Kirchspiel liegt die Kirche „Magleby Kirke“.
Einzige Nachbargemeinde ist im Westen Borre Sogn.